# معادلات میدان اینشتین

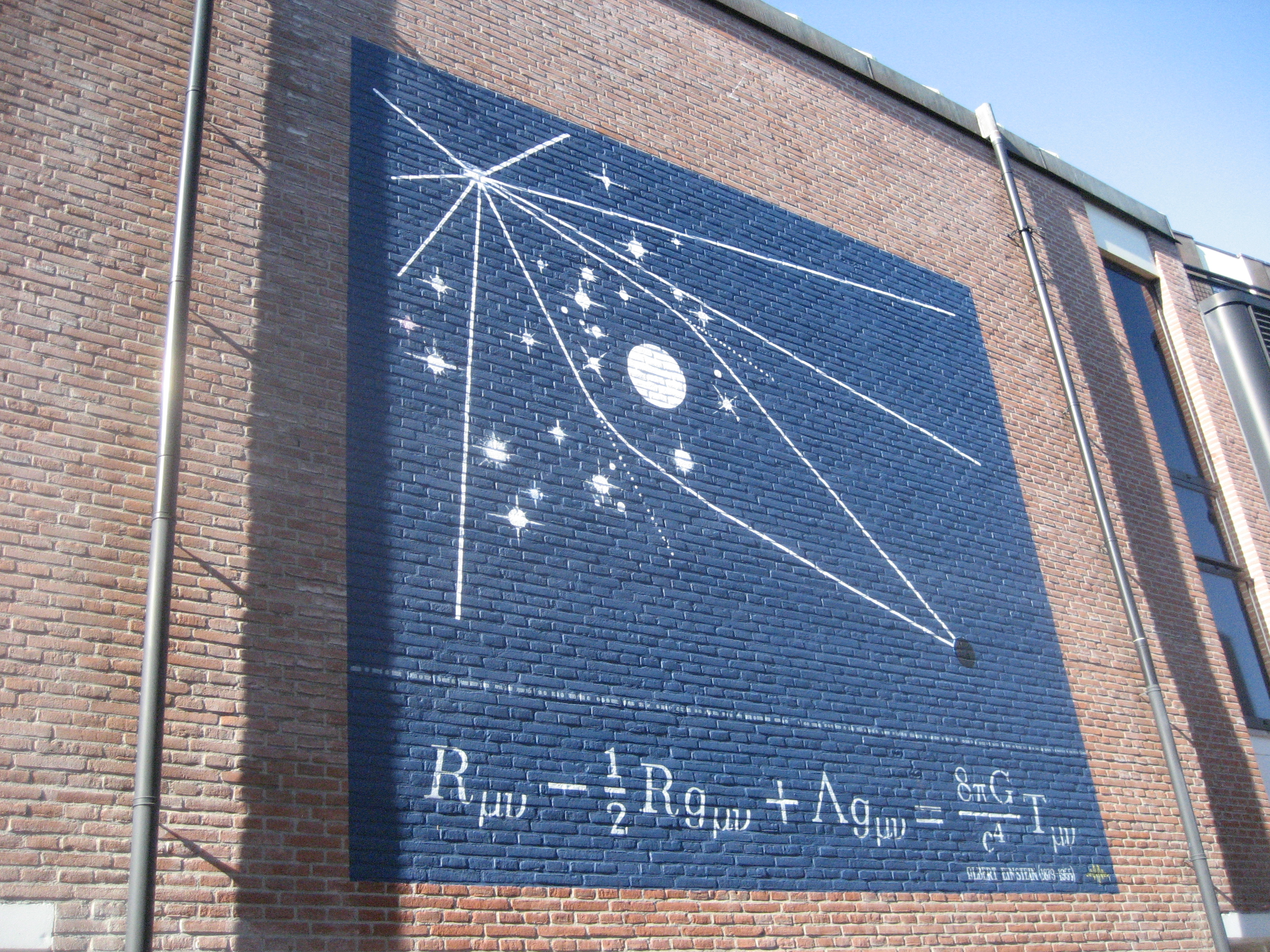
معادلات میدان اینشتین

معادلات میدان اینشتین (EFE) یا معادلات اینشتین، ۱۰ معادله تانسوری هستند که آلبرت اینشتین، نخستین‌بار، ۱۹۱۵، در نسبیت عام برای توصیف مبانی برهم‌کنش‌های گرانشی که در اثر انحنای فضا-زمان از سوی ماده یا انرژی پدید می‌آیند، پیش نهاده‌است.
مبنای این معادلات در رد جاذبه نیوتنی این است که عامل جذب جرم سبک‌تر از سوی جرم سنگین‌تر، انحنایی است که آن‌ها در فضا-زمان پدید می‌آورند. چون تانسور ریچی{\displaystyle R_{\mu \nu }\,} نماد انحنای فضا-زمان و تانسور ضربه-انرژی {\displaystyle T_{\mu \nu }\,} نماد ماده (انرژی) در محاسبات تانسوری است، بایستی رابطه خطی میان این دو برقرار باشد، اما چون مشتق هم‌وردای (کواریانت) {\displaystyle T_{\mu \nu }\,} صفر است.
{\displaystyle \nabla _{b}T^{ab}\,=T^{ab}{}_{;b}\,=0}
مشتق هم‌وردای سوی دیگر تساوی نیز باید صفر باشد، که برای{\displaystyle R_{\mu \nu }\,} چنین نیست. بنابراین اینشتین برای برطرف کردن این مشکل، ترکیبی از ریچی و اسکالر ریچی {\displaystyle R\,} را از راه اتحاد بیانکی به‌دست آورد که مشتق کواریانت آن صفر است و به آن تانسور اینشتین گفته می‌شود.
{\displaystyle G_{\mu \nu }=R_{\mu \nu }-{1 \over 2}Rg_{\mu \nu },}
بنابراین با قرار دادن این عبارت به عنوان نماد انحناء در معادله و با معادله گرانش پواسن، می‌توان ضریب تناسب را به‌دست آورد؛
{\displaystyle G_{\mu \nu }={8\pi G \over c^{4}}T_{\mu \nu }.}
اما اینشتین بعدها برای توضیح جهان شتاب‌دار، ثابت کیهانشناسی {\displaystyle \Lambda \,} را نیز در معادله وارد کرد
{\displaystyle G_{\mu \nu }+g_{\mu \nu }\Lambda ={8\pi G \over c^{4}}T_{\mu \nu }.}
یا مفصل‌تر
{\displaystyle R_{\mu \nu }-{1 \over 2}g_{\mu \nu }\,R+g_{\mu \nu }\Lambda ={8\pi G \over c^{4}}T_{\mu \nu }\,.}
با گنجاندن این معادله در سنجه {\displaystyle g_{\mu \nu }\,} می‌توان گفت:
{\displaystyle R_{\mu \nu }-g_{\mu \nu }\Lambda ={8\pi G \over c^{4}}\left(T_{\mu \nu }-{1 \over 2}T\,g_{\mu \nu }\right)\,.}
گاهی با در نظر گرفتن G = c = ۱، می‌توان آن را به فرم رایج
{\displaystyle G_{\mu \nu }+g_{\mu \nu }\Lambda =8\pi T_{\mu \nu }\,.}
بازنوشت.
حل این معادلات در محیط بی‌جرم یا بی‌انرژی (خلاء)، به متریک شوارتزشیلد، و در محیط جرم‌دار (درون‌ستاره‌ای)، به معادله تولمن-اوپنهایمر-ولکوف می‌انجامد.